# Бєлкін Володимир Володимирович
Бєлкін Володимир Володимирович (2 лютого 1941, село Потіївка (Житомирська область) — 4 березня 2018, місто Київ) — український конструктор, науковець і організатор досліджень, розробок і виробництва у галузі радіоелектроніки для авіаційної промисловості, був Головним конструктором в Україні з розробки радіолокаційного обладнання для пасажирських, військово–транспортних і транспортних літаків, двічі лауреат Державної премії України в галузі науки і техніки, академік транспортної академії України, директор і головний конструктор Науково-дослідного інституту"Буран".

## Діяльність
Працював радіоінженером, а згодом начальником конструкторського бюро військового підприємстів - виробничого об'єднання «Комуніст». Пізніше був головним конструктором модернізованого бортового радіолокатора Гроза-М, який також серійно випускався в різних модифікаціях для літаків Антонова, Туполєва, Іллюшина і Яковлєва, та першої метеонавігаційної радіолокаційної станції з пасивною щілинною антенною решіткою і кольоровим індикатором МНРЛС-85.
У 1988—2015 роках був директором і головним конструктор НДІ «Буран», що спеціалізувався на оборонно–промисловій діяльності.
Під керівництвом і за безпосередньої участі головного конструктора Бєлкіна було розроблено багато типів авіаційного радіоелектронного обладнання, зокрема багатофункціональний бортовий індикатор МФІ та серію цифрових бортових МНРЛС «Буран» і «Буран А», що відповідають вимогам міжнародних стандартів ARINC. Також було створено серію тренажерів для підготовки льотчиків та штурманів цивільної і військово-транспортної авіації — «Сигма-85» та «Сигма-72».
Також під його керівництвом було розроблено, сертифіковано та налагоджено серійний випуск системи попередження зіткнень літаків у повітрі «СПС-2000» (TCAS II) 2000—2003; це була перша в світі неамериканська система TCAS.

## Громадсько-політична діяльність
Володимира Бєлкіна обрали до першого скликання Київської міської ради 1990 року. У 1998 році він балотувався до Верховної Ради України за округом № 214 як самовисуванець, але не здобув перемоги, набравши лише 0,74 % голосів.

## Нагороди
- Державна премія України в галузі науки і техніки (1996) разом з Дзюбенком В. П., Косинським О. С., Яновським Ф. Й. тощо за розробки в галузі авіоніки та серію тренажерів для підготовки льотчиків і штурманів авіації
- Державна премія Української РСР у галузі науки і техніки (1978) Розробка та організація серійного випуску ряду уніфікованих бортових метеонавігаційних радіолокаторів «Гроза», оснащення ними цивільних літаків всіх типів і класів, організація їх експлуатації на території СРСР та в зарубіжних країнах